# Polhodia
Polhodia – krzywa, którą na powierzchni elipsoidy bezwładności opisuje punkt przecięcia tej powierzchni z chwilową osią obrotu, w ruchu bryły sztywnej wokół pewnego nieruchomego punktu, w wypadku, gdy suma momentów sił względem tego punktu jest równa zero.